# Milan Bárta
Milan Bárta (* 16. září 1970, Brandýs nad Labem - Stará Boleslav) je středoškolský učitel, spisovatel, šéfredaktor I-NOVIN z České Lípy.

## Životopis

### Vzdělání
Po absolvování základní školy a gymnázia v Brandýse nad Labem vystudoval v letech 1989 až 1993 obor Učitelství biologie a chemie pro druhý a třetí stupeň na Univerzitě Jana Evangelisty Purkyně v Ústí nad Labem. Získal titul Mgr.

### Zaměstnání
V letech 1988–1989 byl vedoucím jednoho z oddělení ODDM na Praze východ. Pak následovalo vysokoškolské studium. V letech 1993 až 1997 byl učitelem přírodopisu a chemie na ZŠ 28. října v České Lípě. V letech 1997 až 2019 učil Mgr. Bárta na gymnáziu v České Lípě. Od roku 2019 učí na ZŠ a MŠ Okna.
V době koronavirové krize se proslavil videi, která v domácích podmínkách připravoval pro své žáky. Postupně se do jejich tvorby zapojily desítky dětí z České republiky i ze zahraničí.

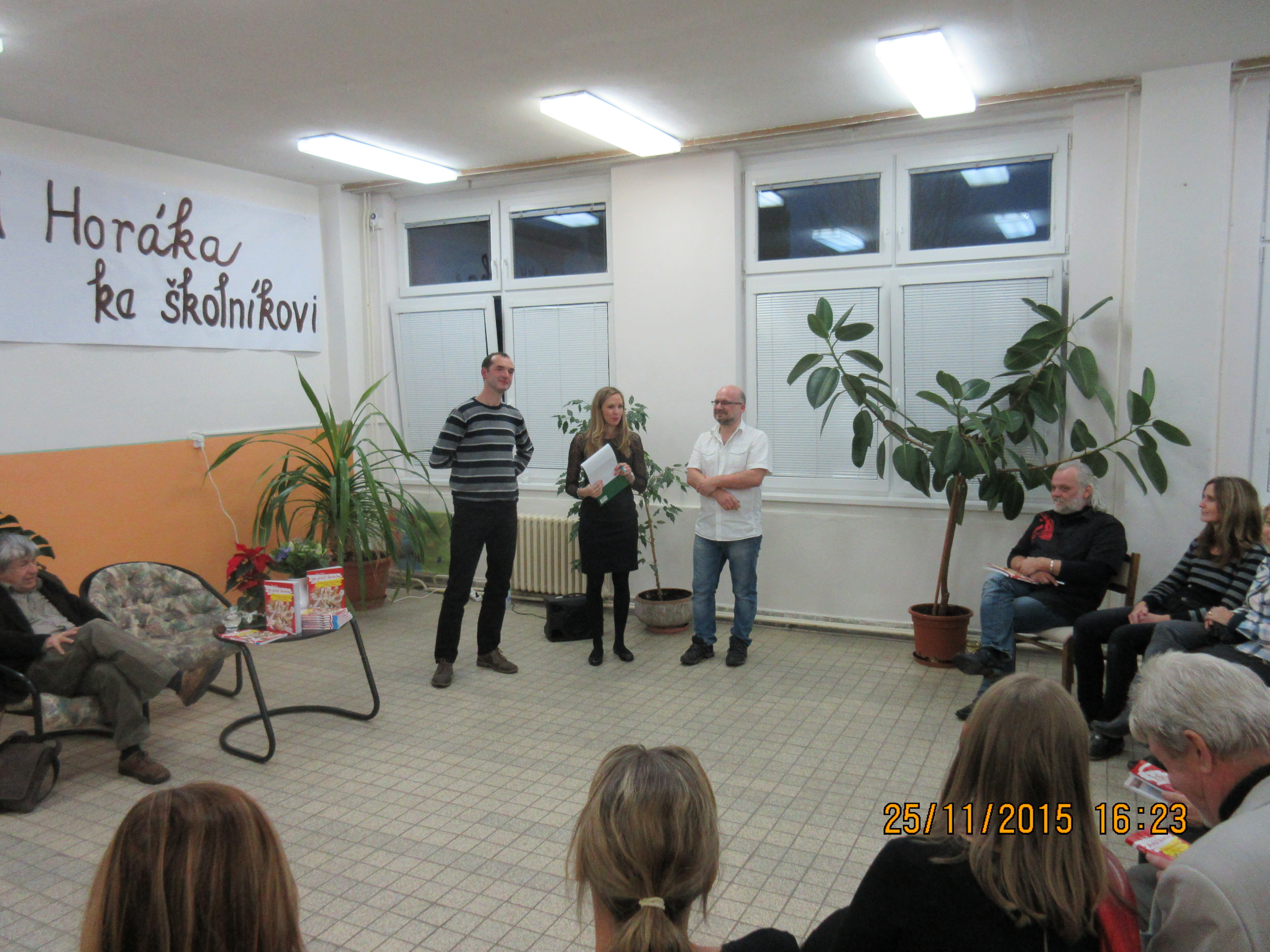
Při křtu nové knihy a oslavách školního časopisu, rok 2015

### Zájmová činnost
Velký příznivec geocachingu. Několik let je šéfredaktorem českolipských internetových I-novin, přispívá do časopisu Lípa, věstníku OSBD v České Lípě, na server Turistika.cz a píše knihy.
Byl kdysi redaktorem časopisu Moderní vyučování a také přispíval do Českolipského deníku.

### Rodina
Milan Bárta je rozvedený, jeho manželkou byla Šárka Bártová, mají spolu dva syny.

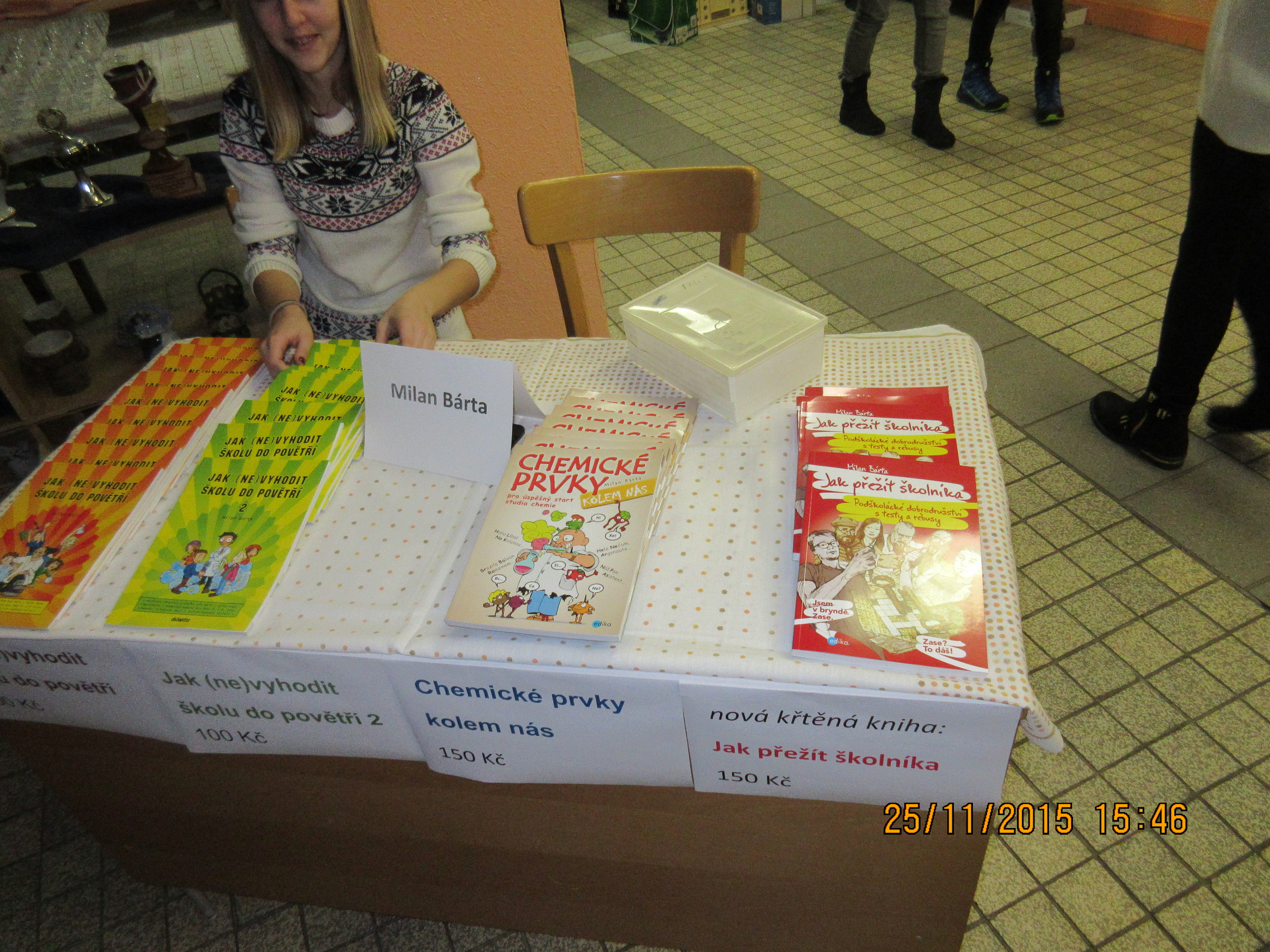
Prezentace knih při křtu nové knihy v prostorách ZŠ Špičák

## Dílo

### Vydané knihy
- 2004 - Jak (ne)vyhodit školu do povětří (nakladatelství Didaktis, autor kreseb Tomáš Profant, ISBN 80-86285-99-5)
- 2005 - Jak (ne)vyhodit školu do povětří 2 (nakladatelství Didaktis, ISBN 80-7358-017-9).
- 2006 - Rafťáci (knižní verze filmové komedie, nakladatelství Alpress, ISBN 80-7362-211-4)
- 2007 - Maturitní otázky Chemie (nakladatelství Fragment, spoluautorka Libuše Bartošová, ISBN 80-253-0498-1)
- 2007 - Útěk z afrického pekla (nakladatelství Alpress, spoluautorka Barbora Koudelková, ISBN 978-80-7362-456-9), dotisk 2008
- 2008 - Návrat do českého pekla (nakladatelství Alpress, spoluautorka Barbora Koudelková, ISBN 978-80-7362-567-2), dotisk 2011
- 2011 - Na rozcestí (nakladatelství Alpress, spoluautorka Barbora Koudelková, ISBN 978-80-7362-867-3)
- 2012 - Chemické prvky kolem nás (vtipnou formou pro studenty, nakladatelství Edika, kresby Tomáš Profrant)[1], ISBN 978-80-266-0097-8
- 2015 - Jak přežít školníka, ISBN 978-80-266-0841-7
- 2017 - Chemické sloučeniny kolem nás – Anorganika, ISBN 978-80-266-1066-3
- 2018 - Malý chemik, ISBN 9788026612308
- 2019 - Chemické sloučeniny kolem nás – Organika, ISBN 9788026614425
- 2019 - Desetiminutovky - Chemie, ISBN 9788026614487

### Seriály v I-novinách
- Karel H. - desítky příběhů imaginárního trempa na Českolipsku[2]
- Podcasty i-novin - seriál podcastových rozhovorů zejména o kultuře na Českolipsku